# Гельґе Браун

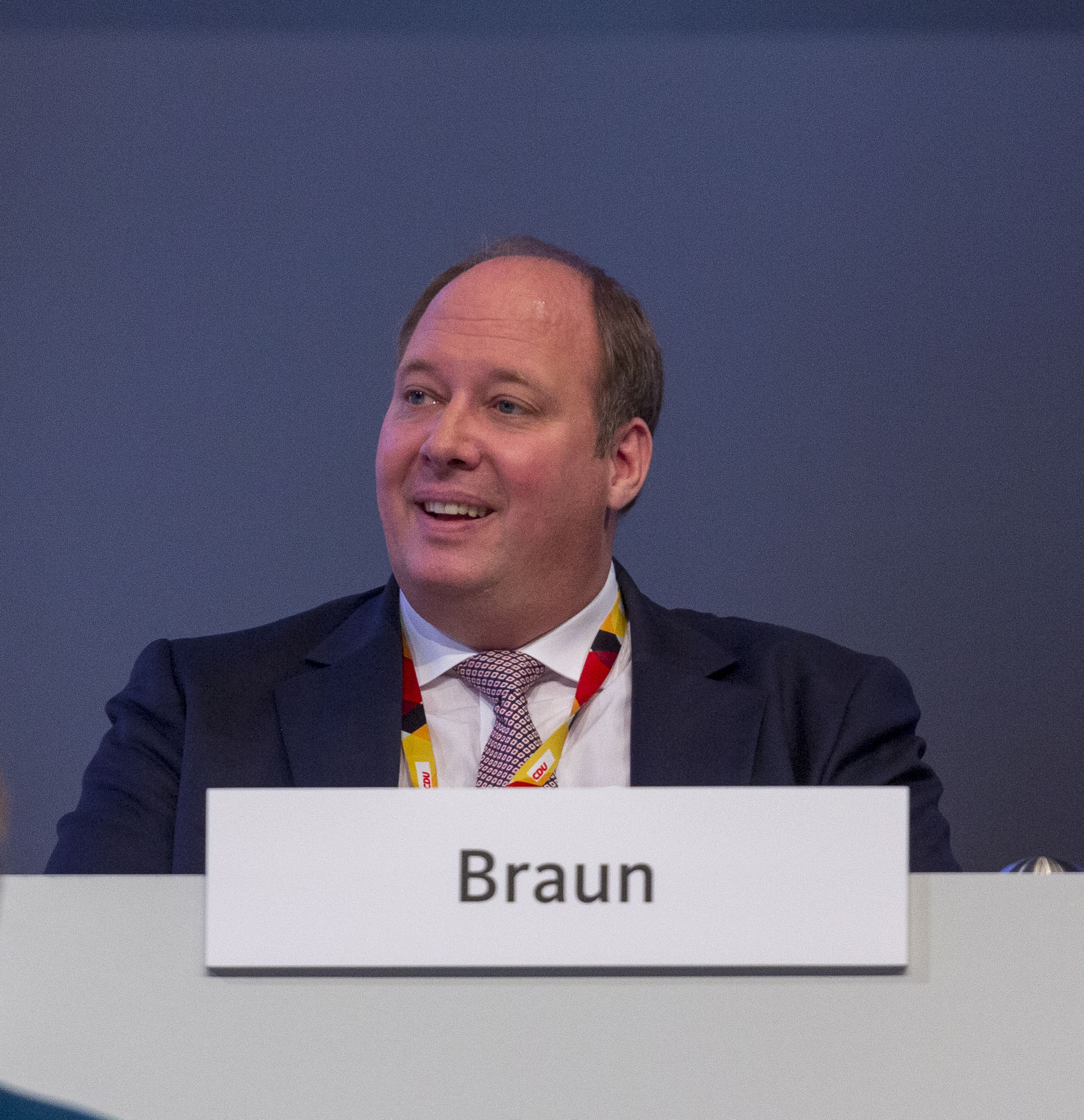
Гельґе Браун (2019)

Ге́льґе Ре́йнгольд Браун (нім. Helge Reinhold Braun; нар. 18 жовтня 1972, Гіссен) — німецький політик (ХДС), лікар і депутат Бундестагу від мандатного округу Гіссен. 14 березня 2018 року він був призначений федеральним міністром з особливих доручень і з того часу очолює Відомство федерального канцеляра Німеччини. До того часу Браун був державним міністром при канцлері в третьому уряді Ангели Меркель.

## Життя і робота
Після закінчення абітури в Гіссені в 1992 році й після проходження військової служби в Кобленці, Гельґе Браун вивчав медицину в Гіссенському університеті, отримуючи стипендію від Фонду Конрада Аденауера з 1994 по 2001 рік. Після цього він працював асистентом наукового співробітника (лікарем-ассистентом) в Університетській лікарні Гіссен та Марбург в Клініці анестезіології, інтенсивної терапії та больової терапії до другого мандату в Бундестазі в 2009 році. У 2007 році він отримав титул доктора медицини після дослідження впливу інтраопераційної тахікардії (прискореного серцебиття під час операції) на післяопераційний прогноз. Наприкінці червня 2015 року сенат Франфуртського університету присвоїв йому звання почесного професора.
Браун одружений, римо-католик.

## Партійна діяльність
З 1989 по 2007 рік Браун був членом Молодіжного союзу. З 1992 по 1997 рік він був головою округу Молодіжного союзу Гісена, а з 1998 по 2001 рік — окружним головою Молодіжного союзу Міттельгессен.
Член ХДС з 1990 року. У 1992 році він став членом правління окружної асоціації ХДС в Гіссені, а з 2004 року він був головою округу після Фолькера Буфф'є (1987—2004). У 1995 році він став заступником голови округу ХДС Міттельгессен, а з 2007 року обіймає посаду голови окружної асоціації.

## Депутат Бундестагу
Браун був членом міської ради університетського містечка Гіссен з 1997 по 2009 рік. З 2006 року — голова окружної парламентської групи ХДС.
З жовтня 2002 року по вересень 2005 року був депутатом Бундестагу Німеччини. З 2003 по 2005 рік він був заступником голови Гессенської земельної групи парламентської фракції ХДС/ХСС, яку очолює знову з 2009 року. Браун був членом Комітету з питань освіти, досліджень та оцінки технологій та Комітету з питань навколишнього середовища, охорони природи та ядерної безпеки. Він також був заступником члена Комісії з питань петицій.
На виборах до Бундестагу 2005 року він зазнав невдачі на виборчому окрузі проти кандидата від Соціал-демократичної партії Німеччини (СДП) Рюдігера Фейта і не зміг увійти до Бундестагу по списках землі Гессен.
На виборах до Бундестагу 2009 року він виграв прямий мандат по округу Гіссен, набравиши 59 441 (36,7 %) голосів і з тих пір повернувся до німецького Бундестагу. В результаті він був призначений державним секретарем парламенту і був знову обраний заступником голови Гессенської земльної групи парламентської франції ХДС/ХСС.
На федеральних виборах 2013 року Браун набрав 67 587 голосів (44,4 %) і, таким чином, знову переміг проти прямого кандидата від СДП Рюдігера Фейта в окрузі Гіссен (173).
На федеральних виборах 2017 року він був головним кандидатом від гессенського ХДС. На мандатному окрузі він набрав 57 610 голосів (35,1 %).

## Державні посади
У Другому кабінеті Ангели Меркель Браун був державним секретарем парламенту при Федеральному міністрі освіти і науки.
17 грудня 2013 року Браун був призначений канцлером Ангелою Меркель державним міністром канцлера з питань скорочення бюрократії, кращого регулювання та координації федерально-земельних відносин у канцелярії в Третьому уряді Ангели Меркель. На цій посаді він також координував федеральний уряд та земельні уряди у боротьбі з європейською міграційною кризою.
З 25 лютого 2018 року він був призначений головою Федеральної канцелярії в Четвертому уряді Ангели Меркель і вступив на цю посаду 14 березня 2018 року.

## Членства
Браун є членом Парламентської групи Європейського Союзу від Німецького Бундестагу. Німецький фонд досліджень миру обрав його заступником голови у 2009 році. Він є членом Опікунської ради Фонду читання, а з 2015 року є членом правління Німецького паліативного фонду. Браун також є віцепрезидентом Німецького інституту з міжнародних питань і безпеки.

## Вебпосилання
- Вебсайт Гельґе Брауна [Архівовано 18 січня 2021 у Wayback Machine.]
- Біографія на сайті Німецького Бундестагу [Архівовано 12 серпня 2018 у Wayback Machine.]
- Гельґе Браун [Архівовано 15 лютого 2020 у Wayback Machine.] на abgeordnetenwatch.de